# كايوس لونجو
كايوس لونجو (بالرومانية: Caius Lungu) هو لاعب كرة قدم روماني في مركز الدفاع، ولد في 2 يونيو 1989 في تيميشوارا في رومانيا. لعب مع فورتونا كوفاتشي ‏.

## وصلات خارجية
- كايوس لونجو على موقع قاعدة بيانات كرة القدم.إي يو (الإنجليزية)
- كايوس لونجو على موقع Soccerway.com (الإنجليزية)